# Krems (rivière)
Pour les articles homonymes, voir Krems.
La Krems est une rivière longue de 60 km, affluent de la Traun en Haute-Autriche.

## Parcours
Elle prend sa source au pied de la montagne « Kremsmauer » à Micheldorf in Oberösterreich, coule ensuite vers le nord avant de rejoindre la Traun à Ebelsberg, un quartier de Linz.
Les principales villes situées le long de son cours sont Kirchdorf an der Krems, Schlierbach, Wartberg an der Krems, Kremsmünster, Rohr im Kremstal, Kematen an der Krems, Neuhofen an der Krems et Ansfelden.

## Source
- (en) Cet article est partiellement ou en totalité issu de l’article de Wikipédia en anglais intitulé « Krems (Traun) » (voir la liste des auteurs).